# Old Brown Shoe
Old Brown Shoe är en poplåt skriven av George Harrison och inspelad av The Beatles 1969.

## Låten och inspelningen
"Old Brown Shoe" är B-sida på en singel med A-sidan "The Ballad of John and Yoko". Låten, som är en Dylaninfluerad rocklåt, är skriven av George Harrison och anses av flera kritiker som en mycket bra låt för att vara en b-sida.[källa behövs] Bandet spelade in låten vid två sessioner, 16 och 18 april 1969 och singeln släpptes samma år, den 30 maj i England och 4 juni i USA.